# ستيفن مور (لاعب كريكت)
ستيفن مور (4 نوفمبر 1980 في جنوب أفريقيا - ) (بالإنجليزية: Stephen Moore)‏ هو لاعب كريكت بريطاني. لعب مع نادي مقاطعة ديربيشاير للكريكت ‏ ونادي مقاطعة لانكشر للكريكت ‏ ونادي مقاطعة ورسسترشاير للكريكيت ‏.

## وصلات خارجية
- ستيفن مور على موقع إي آس بي آن كريك إنفو (الإنجليزية)